# کوکی اینوئه
کوکی اینوئه (ژاپنی: 井上 航希؛ زادهٔ ۲۰ ژوئن ۲۰۰۱) یک بازیکن فوتبال اهل ژاپن است.
از باشگاه‌هایی که در آن بازی کرده‌است می‌توان به باشگاه فوتبال آزول کلارو نومازو اشاره کرد.